# Jenő Ruszkay
Jenő Ruszkay, madžarski general, * 1. januar 1887, † 22. junij 1946.